# Madoqua guentheri
Dik-dik de Günther
Espèce
Statut de conservation UICN

 LC  : Préoccupation mineure
Madoqua guentheri est une espèce d'antilopes naines.